# ديزي جونسون (كاتبة)
ديزي جونسون (بالإنجليزية: Daisy Johnson)‏ (1990 في المملكة المتحدة)؛ روائية بريطانية.